# 罗斯伍德大屠杀
罗斯伍德大屠杀（Rosewood massacre）是1923年1月第一周发生在佛罗里达州莱维县农村的一场以种族主义为动机的针对黑人的屠杀。这场屠杀摧毁了一个黑人小镇。至少有6名黑人2名白人在这场大屠杀中惨遭杀害，但目击者称真正的死亡人数远远高于这一数字，应为27至150人。罗斯伍德小镇在当时新闻报道描述的种族冲突中遭到摧毁。诸如此类的种族冲突在20世纪初的美国十分普遍，其反映美国社会的迅速变化。在屠杀发生前的几年里，佛罗里达州对黑人男性处私刑的案件数量奇高，其中包括1922年12月发生的一件广为人知的事件。
这场屠杀发生之前，罗斯伍德镇是海滨航空公司铁路沿线一个主要由黑人组成的，安静的，自给自足的小镇。矛盾的起因是，附近几个小镇的白人男子在无证据的条件下指控称附近萨姆纳小镇的的一名白人女性被一名黑人流浪汉殴打，甚至可能被其强奸。在无证据的指控下，他们对该黑人流浪汉处以私刑。当镇上的黑人团结起来抵抗进一步的袭击时，数百名白人在镇上四处搜寻黑人，并烧毁了罗斯伍德镇几乎所有的建筑。在该镇的幸存者被火车和汽车疏散到更大的城镇之前，他们在附近的沼泽中躲藏了几天。可是却没有人因此次在罗斯伍德发生的大屠杀而遭到逮捕。大屠杀发生后，罗斯伍德被以前的黑人居民和白人居民所遗弃，没有人再搬回去，该镇不复存在。
尽管当时美国各地都广泛报道了此次种族冲突，但很少有官方文件记录这一事件。几十年来，幸存者、幸存者的后代和行凶者一直对罗斯伍德镇发生的事保持沉默。暴乱发生60年后，当几名记者在20世纪80年代早期报道罗斯伍德屠杀时，这一事件才在主流媒体中得以重现。大屠杀幸存者和他们的后代组织起来，起诉国家未能保护罗斯伍德镇的黑人社区。1993年，佛罗里达州议会委托编写了一篇关于该事件的报告。根据调查结果，佛罗里达州成为美国第一个向幸存者及其后代赔偿因种族暴力而遭受的损失的州。1997年，约翰·辛格尔顿执导了一部以罗斯伍德大屠杀为主题的剧情片。2004年，佛罗里达州将罗斯伍德镇指定为该州的遗产地标。
据官方统计，1923年1月第一周罗斯伍德屠杀的死亡人数为8人（6名黑人和2名白人）。据一些幸存者的讲述称，可能有多达27名黑人在此次屠杀中丧生，他们声称报纸没有报道白人死亡的总人数。米妮·李·兰利在事发当时被围困在运输仓库里，她回忆道，在她离开房子时，在门廊上跨过了许多白人的尸体。1984年报纸上的一篇文章表明，报道中多达150名受害者的说法可能是夸大其词。几名目击者声称看到了一个堆满黑人尸体的坟墓，有人回忆当时从雪松岛运来了一个可以填埋26具尸体的犁。然而，在当局对这些说法进行调查时，大多数证人已经去世，或是已经年老体衰无法将调查人员带到事发地点去证实他们的说法。   

## 背景

### 小镇的建立
罗斯伍德镇于1847年建立在墨西哥湾附近，锡达礁以东9英里（14公里）。当地的经济发展主要依靠木材工业，罗斯伍德这个名字指的就是雪松木被切割时的红色。在锡达礁附近有两家铅笔厂，除了种植柑橘和棉花外，当地居民还在3英里（4.8公里）的萨姆纳的几个松节油厂和一个锯木厂工作。1870年，这个小村庄的发展足以支持其在佛罗里达铁路沿线修建邮局和火车站，但它从未被纳入城镇范围。
起初，罗斯伍德既有黑人居民也有白人居民。1890年，随着当地的雪松几乎被砍完，当地的铅笔厂倒闭，许多白人居民搬到萨姆纳。到1900年，罗斯伍德的人口主要为黑人，萨姆纳村以白人居民为主，两个社区之间的关系相对友好。当时戈因斯和开利是罗斯伍德最有势力的两个黑人家族。戈因斯家族将松节油工业带到该地，在大屠杀发生前的几年里，他们是利维县的第二大地主。为了避免白人竞争对手的诉讼，戈因斯兄弟搬到了盖恩斯维尔，此时罗斯伍德的人口略有减少。当时的凯芮斯家族也是一个大家族，他们主要在该地区进行伐木作业。到了20世纪20年代，在这个关系紧密的社区里，几乎每个人彼此都有远亲关系。罗斯伍德的人口在1915年达到顶峰，为355人。自20世纪初以来，佛罗里达州实际上以选民登记的高要求剥夺了黑人选民的选举权。萨姆纳和罗斯伍德都是美国人口普查统计的单一选区的一部分。1920年，两个小镇的总人口为638人（344名黑人和294名白人）。
19世纪后期，种族隔离在南方十分普遍，佛罗里达州根据吉姆•克劳法实施了种族隔离，将黑人和白人的公共设施和交通区分开来。黑人和白人居民分别建立了自己的社区中心：直至1920年，罗斯伍德的居民大多自给自足。他们有三个教堂，一所学校，一个大型的共济会大厅，一个松节油磨坊，一个甘蔗磨坊，一支叫做罗斯伍德之星的棒球队和两家百货商店，其中一家是白人经营的。村子里有十几栋两层高的木板房，一些小的两室户房子，还有几个无人居住的木板农场和储藏间。一些家庭拥有钢琴，风琴或其他象征中产阶级繁荣的物件。罗斯伍德的幸存者将其形容为一个幸福的地方。1995年，79岁的幸存者罗比•莫丁回忆在那里度过的孩提时代，说道：“罗斯伍德村子里每一家的房子都被粉刷过，走过的每个地方都有玫瑰，是个很可爱的地方”。

### 佛罗里达州的种族冲突
当时，种族暴力在全国范围内十分普遍，表现为个人的法外行动或是针对整个社区的攻击。20世纪初，南方各州开始剥夺黑人选民的选举权利和实行白人至上主义，此时的私刑事件达到了顶峰。1866年佛罗里达州和许多南方州一样，通过了《黑人法令》，剥夺了黑人公民的权利。尽管这些都很快被推翻，黑人公民的社会地位也有了短暂的改善，但到了19世纪末，黑人的政治影响力几乎为零。1885年，白人民主党占主导地位的立法机构通过了一项人头税，这基本上剥夺了所有贫穷选民的选举权。失去政治影响力，黑人选民的法律和政治权利在随后的几年里不断恶化。由于没有投票权，他们被排除在陪审员行列之外，不能竞选公职，这实际上把他们排除在整个政治进程之外。整个美国当时正经历着快速的社会变革：欧洲移民的涌入，工业化和城市的发展，以及北方的政治实验。在南方，黑人对缺乏经济机会和二等公民的地位越来越不满。     
佛罗里达的民选官员代表的是多数拥有选举权的白人选民。拿破仑·波拿巴·布劳沃德（1905~1909）提议，将黑人居民与白人居民分开，把黑人安置到州外的地方。在第一次世界大战期间以及第一次世界大战后，成千上万的人迁到了北方，在这一次的“非裔美国人大迁徙”中，劳动力市场动荡不安，城市变化更加迅速。迁至北方的黑人劳动力被许多正在扩张的北方工业所吸收，例如宾夕法尼亚铁路、钢铁工业和肉制品加工业。佛罗里达州州长帕克·特拉梅尔（1913~1917）和西德尼·卡茨（1917~1921）完全不理会黑人向北方的大量迁徙及其原因。当特拉梅尔还是州检察长时，在他任内发生的29起私刑没有一起被起诉，在他任州长期间发生的21起私刑也没有一起被起诉。卡茨具有白人至上和反天主教背景，他公开批评全国有色人种协进会，因为他们投诉其未对发生在佛罗里达的两起私刑事件展开调查。在松节油和木材工业出现劳动力稀缺问题时，卡茨改变了他的口径，他开始恳求黑人工人们留在佛罗里达。到1940年，已有4万黑人离开佛罗里达去找工作，同时也是为了逃避种族隔离的压迫，资金不足的教育和设施，以及暴力和公民权力的剥夺。
当美国为第一次世界大战筹备军队时，许多美国南方的白人对于武装黑人这一想法十分警惕。关于黑人士兵权力的冲突最终导致了1917年的休斯顿暴动。德国人开始宣传鼓励黑人士兵去对抗他们“真正的”敌人：美国白人。美国有传言称，法国妇女与美国黑人士兵发生了性关系，佛罗里达大学的历史学家大卫科尔本认为这些传言引发了南方白人对黑人夺权和种族通婚的恐惧。科尔本将白人对越来越多的种族间性关系的恐惧与罗斯伍德发生的暴行联系在一起，他说：“南方文化是围绕一套传统习俗和传统价值观建立起来的，这些传统习俗和价值观把白人女性置于其中心，她们的行为举止的纯洁性象征着这种文化的纯洁性。对妇女的攻击不仅犯了南方的首要禁忌，而且还有破环南方社会根本性质之嫌。”“性禁忌”的违反，再加上黑人公民被武装起来，种种因素加剧了南方白人对即将爆发的种族战争的担忧。
黑人涌入北部和中西部城市中心，加剧了这些城市的种族矛盾。1917年至1923年期间，美国许多城市都爆发了种族冲突，其动机是不同种族群体之间为争抢工厂工作而导致的经济竞争。最早也是最严重的暴力事件之一是1917年发生在东圣路易斯的暴动。1919年的红色夏季，在包括芝加哥、奥马哈和华盛顿都爆发了出于种族动机的暴动，其原因是第一次世界大战中的黑人和白人老兵的就业和住房竞争，以及新的欧洲移民浪潮的到来。1921年的塔尔萨种族骚乱，白人袭击了黑人的格林伍德社区。大卫科尔本将截至1923年发生的针对黑人的暴力活动分为两种：北部一般是自发的针对所有社区的暴行；南方的暴行则采取了私刑和其他法外的个人行动的形式。根据科尔本的分类，罗斯伍德屠杀与当时在北方发生的暴行相似。 